# ゲベル・バルカル
ゲベル・バルカル（アラビア語: جبل بركل）は、スーダン北部にある高さ98mの小山。ハルツームの約400km北にあたり、ナイル川の屈曲部沿いにある。冒頭の文字「ج」は現地アーンミーヤで有声硬口蓋破裂音/ɟ/と発音するが、フスハーでは有声後部歯茎破擦音/dʒ/発音するため、ジェベル・バルカルとも言う。
紀元前1450年前後に、エジプト第18王朝のファラオ、トトメス3世がこの地方まで領土を拡げた時にゲベル・バルカルを南限とし、そこに都市ナパタが建設された。それから約300年後、ナパタはクシュによるエジプト第25王朝の首都となった。
ゲベル・バルカル周辺の遺跡には、少なくとも13の神殿と3つの宮殿が含まれる。それは1820年代の探検家の記録でヨーロッパにも知られていたが、本格的な発掘調査はジョージ・レイスナーの登場を待つ必要があった。彼は1916年からハーバード大学とボストン美術館の共同発掘隊のもとで調査に当たった。1970年代には、セルジョ・ドナドーニを責任者とするローマ大学 (Università degli Studi di Roma "La Sapienza") の調査隊が発掘を行い、80年代にはそこにティモシー・ケンドールを長とするボストン美術館の調査隊が合流した。

## 世界遺産

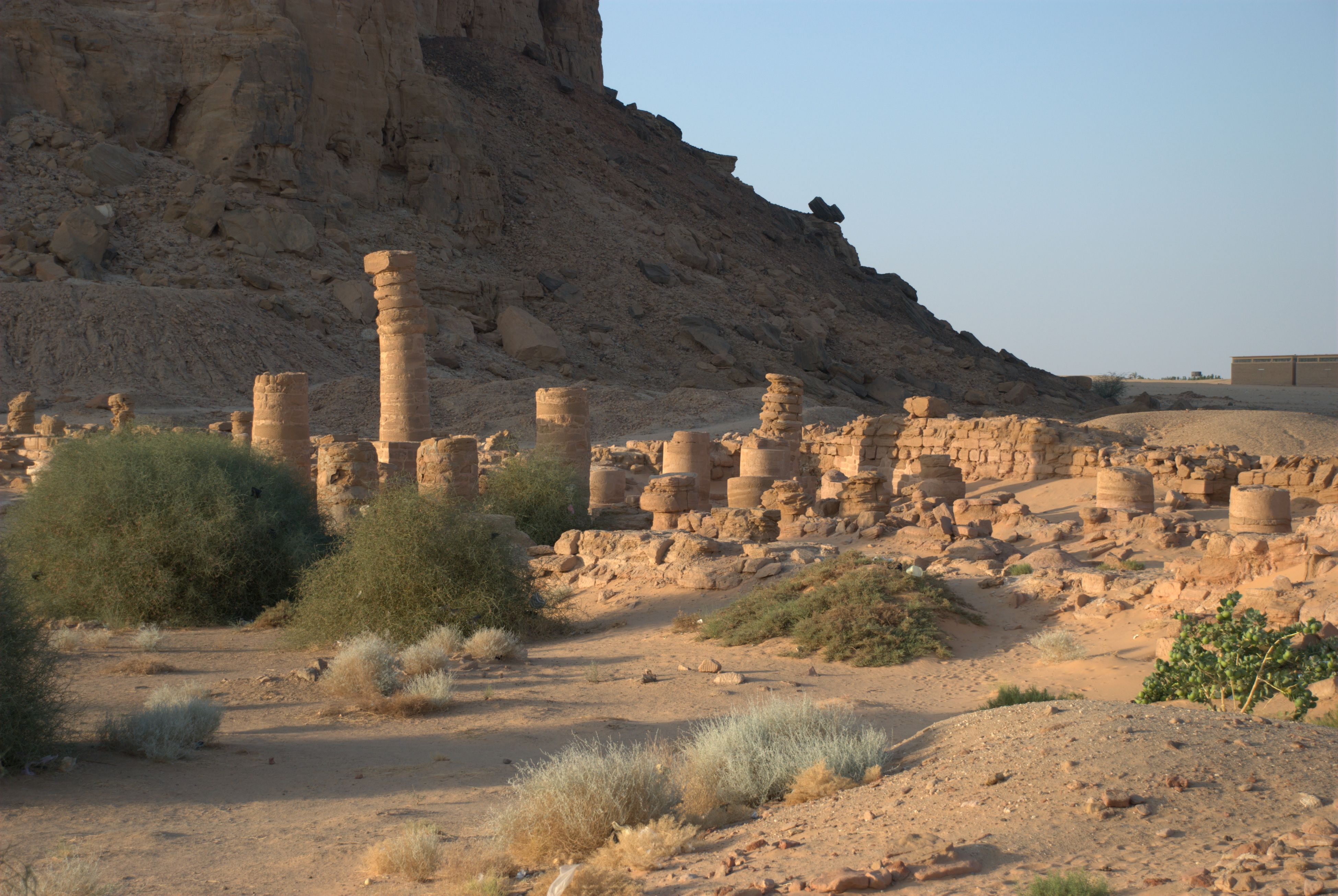
アモン神殿

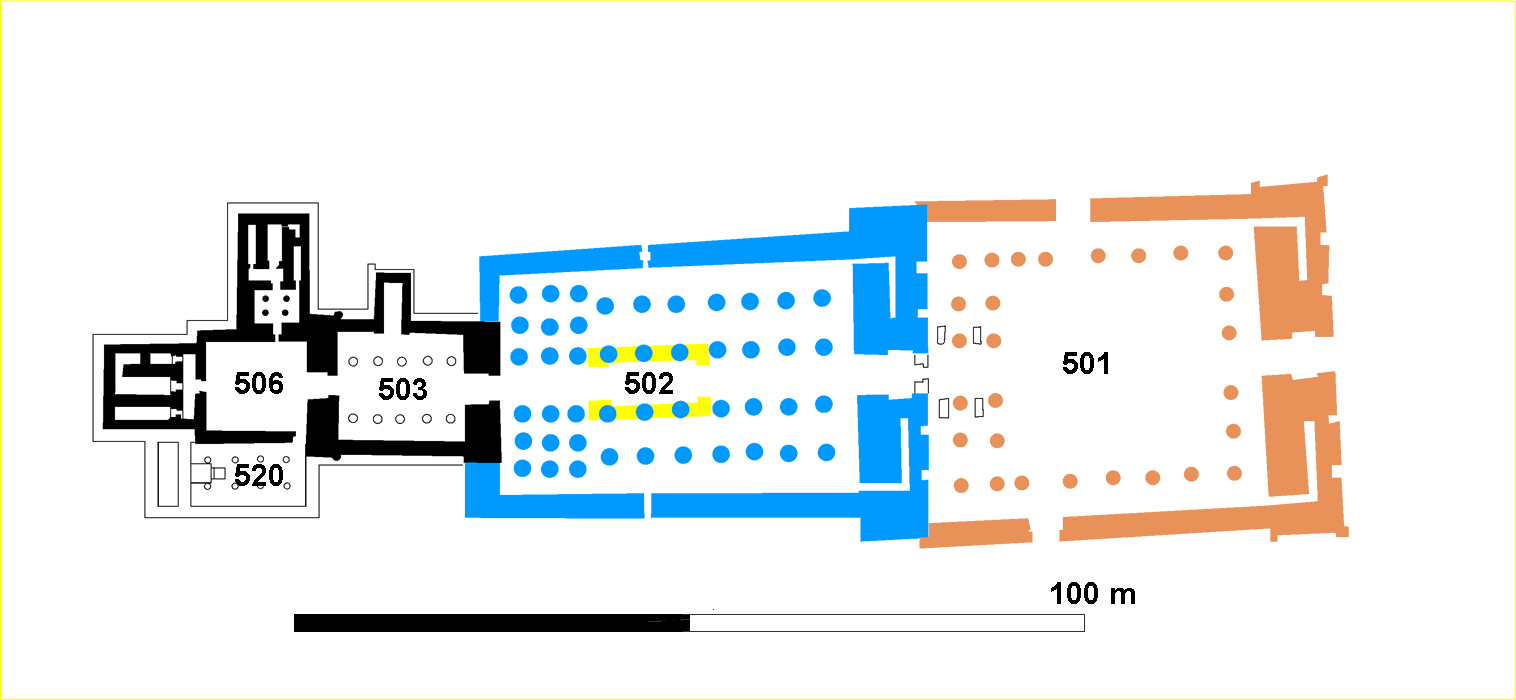
神殿平面図

2003年に周辺のナパタ地方の遺跡群とともに、「ゲベル・バルカルとナパタ地方の遺跡群」として世界遺産に登録された。ゲベル・バルカルにあるアモン神殿のような大神殿は、地元民から神聖視されていたと見なされている。

### 登録対象
ゲベル・バルカル（Gebel Barkal, ID1073-001）
登録面積は121ha、緩衝地域が40ha。
エル＝クッル（El-Kurru, ID1073-002）
エル＝クッルにはクシュのナパタ文化期の墓所遺跡があり、34基の墓には王族の墓も含まれる。レイスナーが発掘した。登録面積は4.5ha、緩衝地域が6.5ha。
ヌリ（Nuri, ID1073-003）
ヌリにもレイスナーが発掘したナパタ文化期の墓82基（ヌビアのピラミッド）がある。登録面積は17ha、緩衝地域はなし。
サナム（Sanam, ID1073-004）
サナムはメロエ市内にある墓所遺跡で、「宝物」と呼ばれる建築意図未解明の巨大建築物もある。登録面積は20ha、緩衝地域はなし。
ズマ（Zuma, ID1073-005）
ズマはメロエ文化末期（4世紀）以降の墓所遺跡だが、発掘は不十分である。登録面積は20ha、緩衝地域はなし。

### 登録基準
この世界遺産は世界遺産登録基準のうち、以下の条件を満たし、登録された（以下の基準は世界遺産センター公表の登録基準からの翻訳、引用である）。
- (1) 人類の創造的才能を表現する傑作。
- (2) ある期間を通じてまたはある文化圏において、建築、技術、記念碑的芸術、都市計画、景観デザインの発展に関し、人類の価値の重要な交流を示すもの。
- (3) 現存するまたは消滅した文化的伝統または文明の、唯一のまたは少なくとも稀な証拠。
- (4) 人類の歴史上重要な時代を例証する建築様式、建築物群、技術の集積または景観の優れた例。
- (6) 顕著で普遍的な意義を有する出来事、現存する伝統、思想、信仰または芸術的、文学的作品と直接にまたは明白に関連するもの（この基準は他の基準と組み合わせて用いるのが望ましいと世界遺産委員会は考えている）。